# Parc Natural de Serra Maria-Los Vélez
Comunitat Autònoma: Andalusia
Província: Almeria

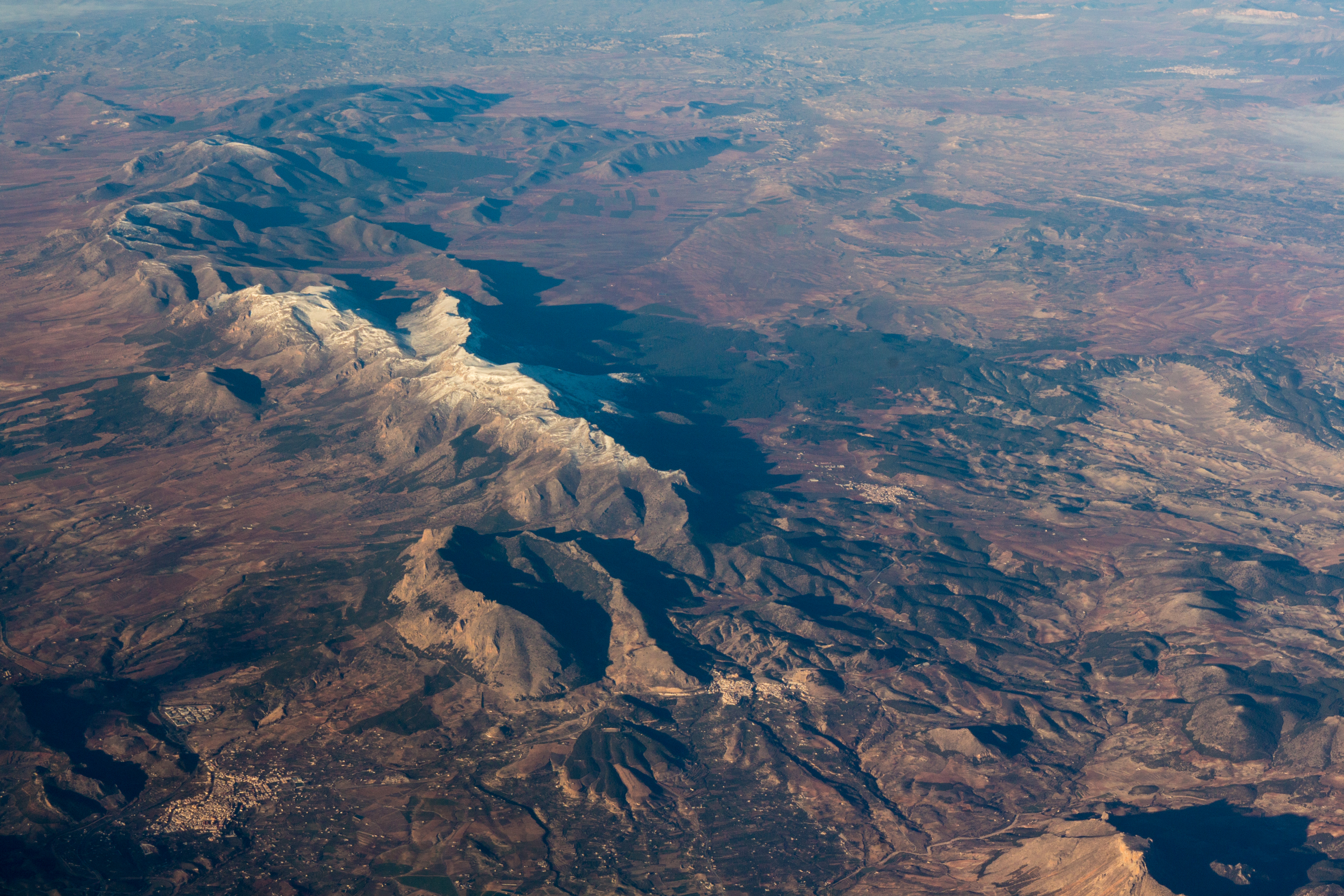
Sierra de Maria-Los Velez Natural Park - Air Photo (West Side) - 2014

Termes municipals: Chirivel, Maria, Vélez-Blanco i Vélez-Rubio
Superfície: 22.562 ha
Altitud: 700 - 2.045 msnm
Accessos: des de la A-92N en el municipi de Vélez-Rubio.
Punts d'informació: Delegació de Turisme de la Junta d'Andalusia en Almeria i oficines d'informació del "Mirador de la Umbría de la Virgen" en María i del "Almacén de Trigo" en Vélez-Blanco.

## Patrimoni Natural

### Climatologia
Clima mediterrani de muntanya: sec a l'estiu amb altes temperatures diürnes i baixes nocturnes, i una mica més humit a l'hivern amb temperatures baixes i nevades freqüents.

### Geologia
La Serra de María és una de les integrants del sistema muntanyenc de les Serralades Subbètiques.
Són sòls calissos en els quals abunden les formacions kárstiques amb nombroses trencades i esquerdes de gran influència en els ecosistemes del parc.

### Flora

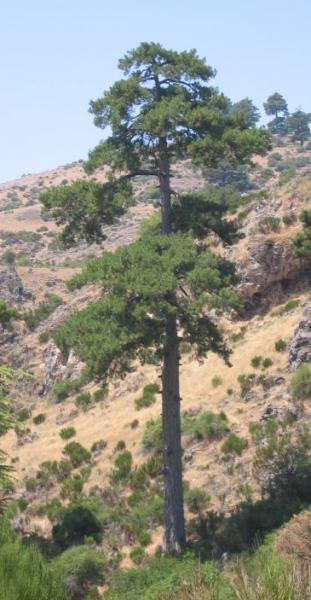
Pinassa (Pinus nigra)

Les característiques geològiques del parc donen lloc a l'existència d'una considerable varietat de microclimes i biòtops en els quals creixen molt diferents espècies vegetals.
La gran riquesa biològica és albergada per una abundant massa forestal en la qual es conjuguen boscs de pinassa (Pinus nigra) autòcton amb reforestacions de pi blanc o pi bord (Pinus halepensis). El pi blanc ha estat l'espècie majoritàriament emprada en les repoblacions per la seua gran adaptació a condicions de sòls pobres (poc fèrtils) i de xericitat (escassa humitat). Hi ha cites de la presència freqüent i abundant d'aquesta espècie de pi en tota la comarca dels Vélez des d'abans del segle xvi, a més de comptar amb "La Devesa de l'Alfahuara", l'única forest mixt de pi carrasco i alzina que mai es va talar ni roturó, arribant fins als nostres dies tal com es coneix en l'actualitat (excepte dues menuts rodals reforestats per l'home). També existeixen cites de la presència de pólen de pins en èpoques prehistòriques, trobades en Cova Ambrosio (Vélez Blanco).
Les zones més pròximes a les valls es converteixen en boscos esclarissats d'alzines (Quercus rotundifolia) entre els quals creixen altres espècies típiques del Mediterrani com ara estepes (Cistus sp.), lavanda o espígol (Lavandula sp.), matagallos (Phlomis sp.), mostajos (Sorbus sp.),coscoll (Quercus coccifera) roure valencià o gal·ler (Quercus faginea), romaní (Rosmarinus officinalis) i timó o farigola (Thymus sp.).
En les àrees de major altitud, només poden créixer algunes espècies adaptades a les poc freqüents precipitacions i les temperatures extremes de la zona, pel que la coberta vegetal és escassa. Com espècies més característiques el ginebre (Juniperus communis) i la sabina rastrera (Juniperus sabina), encara que en els cims són el piorno azul (Erinacea anthyllis) i el cojín de monja (Erinacea anthyllis) les espècies predominants.
Altres espècies del matorral espinós d'altura són l'auró (Acer sp.), el agracejo (Berberis sp.), l'arç (Crataegus sp.), la genista (Genista boisgien) i la vella espinosa (Vella spinosa).
En aquesta rica comarca en la qual creix una gran diversitat botànica, existeixen a més diversos endemismes botànics, entre els quals es troben Brassica repanda, Centaurea macrorhyza, Helianthemum rossmaessleri, Horrnatophylla longicaulis, Nepeta hispanica, Sideritis acostae i Sideritis stachydioides a més de moltes altres espècies amb àrees de distribució molt restringides.

### Fauna

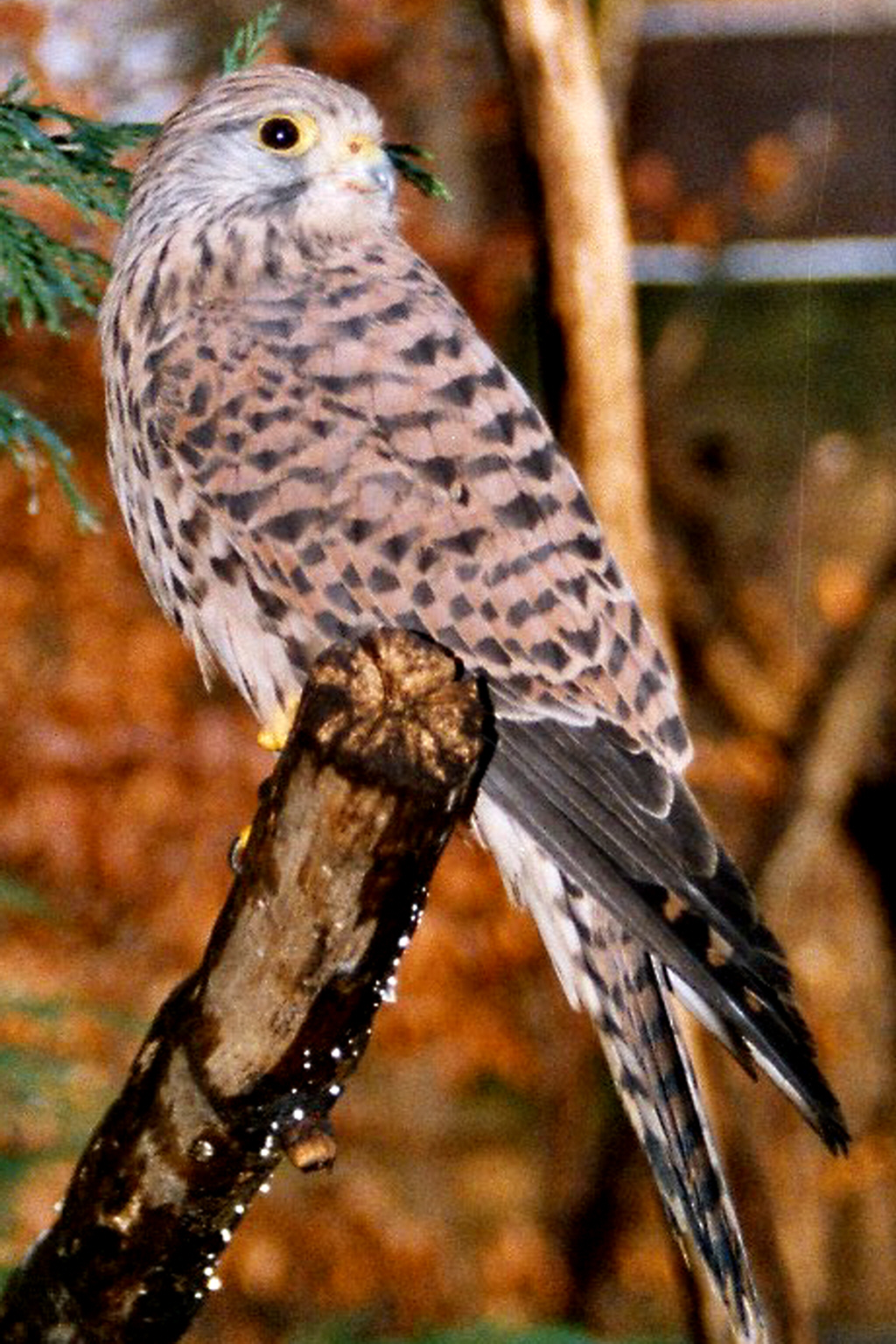
Cernícalo comú (Falco tinnunculus)

- La diversitat avícola d'aquest parc és un dels seus majors patrimonis. Entre les més de cent espècies que habiten permanent o temporalment en l'àrea, es conten: agateador (Certhia brachydactila), águila calzada (Aquila pennatus), àguila marcenca (Circaetus gallicus), àguila reial o daurada (Aquila chrysaetos), alcaudón real (Lanius excubitur), falcó mostatxut (Falco subbuteo), xot (Otus scops), astor o falcó perdiguer (Accipiter gentilis), bisbita común (Anthus pratensis), mussol banyut (Asio otus), duc (Bubo bubo), calàndria (Melanocorypha calandra), xoriguer (Falco tinnunculus), cogullada vulgar (Galerida cristata), esparver vulgar (Accipiter nisus), falcó pelegrí (Falco peregrinus), mallerenga cuallarga (Aegithalos caudatus), aligot comú (Buteo buteo), reietó (Regulus regulus), pela-roques (Tichodroma muraria), ballester (Apus melba)...

- No obstant això, pel que fa a altres vertebrats, la diversitat biològica no és tan espectacular. Entre les espècies més habituals
  - mamífers: esquirol (Sciurus vulgaris), mostela (Mustela nivalis), gat salvatge (Felis silvestris), geneta (Genetta genetta), rata cellarda (Eliomys quercinus), senglar (Sus scrofa), teixó (Meles meles) i guineu (Vulpes vulpes)

- - rèptils: serp blanca (Elaphe scalaris), llangardaix ocel·lat (Lacerta lepida) y víbora de Lataste (Vipera latastei).

- Pel que fa als invertebrats, són destacables algunes espècies de papallones: Hemóptera corpae, Parnassius apollo mariae i Pseudochazara hipolyte. Les dos últimes endèmiques de les Serres Subbètiques.